# Ochropleura tamsi
Ochropleura tamsi är en fjärilsart som beskrevs av Fletcher 1963. Ochropleura tamsi ingår i släktet Ochropleura och familjen nattflyn. Inga underarter finns listade i Catalogue of Life.